# Приселці (Хорватія)
45°33′ пн. ш. 15°30′ сх. д. / 45.55° пн. ш. 15.5° сх. д.
Приселці (хорв. Priselci) — населений пункт у Хорватії, у Карловацькій жупанії у складі міста Карловаць.

## Населення
Населення за даними перепису 2011 року становило 96 осіб.
Динаміка чисельності населення поселення: